# Según quién
«Según quién» es una canción del cantante colombiano Maluma y el cantante mexicano Carín León. Fue lanzada el 17 de agosto de 2023, a través de Sony Music Latin, como el noveno sencillo del sexto álbum de Maluma: Don Juan (2023). La canción fue número 1 en Bolivia, Colombia, Costa Rica, El Salvador y Nicaragua.

## Composición y letra
La canción es una pista de música regional mexicana que combina elementos del pop latino. Está acompañada por la instrumentalización de guitarras acústicas y trompetas. Fue escrita por Maluma, Edgar Barrera, Kevyn Cruz Moreno, Lenin Yorney Palacios y Luis Miguel Gómez Castaño. La lírica trata sobre dos amigos que afirman que sus historias románticas del pasado ya han sido superadas, pero los rumores de su entorno especulan todo lo contrario.

## Desempeño comercial
La canción resultó ser un éxito comercial en las estaciones de radio de Colombia y México, donde se ubicó en el primer puesto. El sencillo también logró convertirse en una de las tendencias musicales de la plataforma TikTok, en la cual acumuló tres billones de vistas y más de un millón de videos creados con el sonido. En YouTube, la pista llegó a la primera posición del listado mundial de canciones, mientras que en Spotify México ingresó dentro del top 10.
En la semana del 2 de octubre del 2023, «Según quién» debutó en la posición número 83 del Billboard Hot 100 y alcanzó su pico en la semana del 4 de noviembre, logrando posicionarse en el puesto número 68. Además, la canción ingresó en el listado del Billboard Argentina Hot 100 ubicándose en el puesto número 77.

## Premios y nominaciones
| Año  | Premiación                   | Categoría                                   | Resultado | Ref.          |
| ---- | ---------------------------- | ------------------------------------------- | --------- | ------------- |
| 2024 | Premios Lo Nuestro           | La mezcla perfecta del año                  | Ganador   | [ 8 ]         |
| 2024 | Premios Lo Nuestro           | Colaboración del año - Música mexicana      | Ganador   | [ 8 ]         |
| 2024 | Premios Latin American Music | Canción del año                             | Nominado  | [ 9 ]         |
| 2024 | Premios Latin American Music | Colaboración del año                        | Nominado  | [ 9 ]         |
| 2024 | Premios Nuestra Tierra       | Canción del año                             | Nominado  | [ 10 ]        |
| 2024 | Premios Nuestra Tierra       | Mejor canción popular                       | Nominado  | [ 10 ]        |
| 2024 | Premios ASCAP                | Canciones más populares                     | Ganador   | [ 11 ]        |
| 2024 | SEC Awards                   | Colaboración internacional del año          | Nominado  | [ 12 ]        |
| 2024 | Premios Heat Latin Music     | Mejor colaboración                          | Nominado  | [ 13 ]        |
| 2024 | Premios Heat Latin Music     | Mejor canción viral                         | Nominado  | [ 13 ]        |
| 2024 | Latino Music Awards          | Mejor canción de música regional mexicana   | Nominado  | [ 14 ]        |
| 2024 | Latino Music Awards          | Mejor video de música regional mexicana     | Nominado  | [ 14 ]        |
| 2024 | Latino Music Awards          | Mejor productor de música regional mexicana | Nominado  | [ 14 ]        |
| 2024 | Premios Juventud             | La mezcla perfecta                          | Nominado  | [ 15 ] [ 16 ] |
| 2024 | Premios Juventud             | Mejor fusión regional mexicana              | Ganador   | [ 15 ] [ 16 ] |
| 2025 | Premios Latinos de BMI       | Canciones más reproducidas                  | Ganador   | [ 17 ]        |

## Presentaciones en vivo
El 5 de octubre de 2023, Maluma y Carín León presentaron «Según quién», por primera vez en directo, en el programa matutino estadounidense Good Morning America. Ese mismo día, el artista colombiano volvió a interpretar la canción en el programa nocturno estadounidense The Tonight Show Starring Jimmy Fallon.

## Posicionamiento en listas
| Lista (2023-2024)                     | Mejor posición |
| ------------------------------------- | -------------- |
| América Latina (Monitor Latino)       | 2              |
| Argentina (Argentina Hot 100)         | 52             |
| Bolivia (Billboard)                   | 1              |
| Bolivia (Monitor Latino)              | 4              |
| Centroamérica (Monitor Latino)        | 1              |
| Chile (Billboard)                     | 13             |
| Chile (Monitor Latino)                | 2              |
| Colombia (Billboard)                  | 2              |
| Colombia (Monitor Latino)             | 1              |
| Colombia (National Report)            | 1              |
| Costa Rica (FONOTICA)                 | 2              |
| Costa Rica (Monitor Latino)           | 1              |
| Ecuador (Billboard)                   | 2              |
| Ecuador (Monitor Latino)              | 4              |
| El Salvador (ASAP EGC)                | 1              |
| El Salvador (Monitor Latino)          | 1              |
| España (Top 100 Canciones)            | 54             |
| E.E. U.U. (Billboard Hot 100)         | 68             |
| E.E. U.U. (Hot Latin Songs)           | 5              |
| E.E. U.U. (Latin Airplay)             | 5              |
| E.E. U.U. (Regional Mexican Airplay)  | 10             |
| Global (Billboard Global 200)         | 17             |
| Guatemala (Monitor Latino)            | 3              |
| Honduras (Monitor Latino)             | 9              |
| México (Billboard)                    | 5              |
| México (Monitor Latino)               | 2              |
| México (National Report)              | 2              |
| Nicaragua (Monitor Latino)            | 1              |
| Panamá (Monitor Latino)               | 10             |
| Panamá (PRODUCE)                      | 8              |
| Paraguay (Monitor Latino)             | 3              |
| Perú (Billboard)                      | 5              |
| Perú (Monitor Latino)                 | 6              |
| República Dominicana (Monitor Latino) | 2              |
| Uruguay (Monitor Latino)              | 9              |
| Venezuela (National Report)           | 14             |

| Lista (2023)   | Mejor posición |
| -------------- | -------------- |
| Paraguay (SGP) | 7              |

## Certificaciones
| País           | Organismo certificador | Certificación | Ventas certificadas | Simbolización | Ref.   |
| -------------- | ---------------------- | ------------- | ------------------- | ------------- | ------ |
| España         | PROMUSICAE             | Platino       | 60 000              | ▲             | [ 57 ] |
| Estados Unidos | RIAA                   | 13× Platino   | 780 000             | ▲             | [ 58 ] |
| México         | AMPROFON               | Diamante+Oro  | 770 000             | ✦             | [ 59 ] |

## Historial de lanzamientos
| Región | Fecha                | Formato(s)                 | Discográfica     | Ref.   |
| ------ | -------------------- | -------------------------- | ---------------- | ------ |
| Varios | 17 de agosto de 2023 | Descarga digital streaming | Sony Music Latin | [ 60 ] |